# 울산 동구청장
역대 울산 동구청장은 다음과 같다.

## 경상남도 울산시 동구청장(1988~1997)
| 대수 | 이름           | 임기                            |
| ---- | -------------- | ------------------------------- |
| 초대 | 김석환(金錫煥) | 1988년 1월 1일~1991년 3월 31일  |
| 2대  | 이보환(李寶煥) | 1991년 4월 1일~1992년 4월 23일  |
| 3대  | 황영준(黃英俊) | 1992년 4월 24일~1994년 1월 14일 |
| 4대  | 전재갑(全在甲) | 1994년 1월 15일~1994년 6월 24일 |
| 5대  | 박영수(朴英洙) | 1994년 6월 25일~1995년 7월 25일 |
| 6대  | 임주성(任柱星) | 1995년 7월 26일~1996년 7월 27일 |
| 7대  | 변재규(卞在圭) | 1996년 7월 28일~1997년 7월 14일 |

## 울산광역시 동구청장(1997~)
| 대수     | 이름           | 임기                             |
| -------- | -------------- | -------------------------------- |
| 권한대행 | 변재규(卞在圭) | 1997년 7월 15일~1998년 3월 6일   |
| 권한대행 | 하창규(河昌圭) | 1998년 3월 23일~1998년 6월 30일  |
| 초대     | 김창현(金昌鉉) | 1998년 7월 1일~1999년 9월 2일    |
| 권한대행 | 박맹우(朴孟雨) | 1999년 9월 3일~1999년 10월 28일  |
| 2대      | 이영순(李永順) | 1999년 10월 29일~2002년 6월 30일 |
| 3대      | 이갑용(李甲用) | 2002년 7월 1일~2006년 5월 24일   |
| 권한대행 | 서통학(徐通鶴) | 2005년 11월 24일~2006년 6월 30일 |
| 4대      | 정천석(鄭千錫) | 2006년 7월 1일~2010년 6월 30일   |
| 5대      | 정천석(鄭千錫) | 2010년 7월 1일~2010년 12월 8일   |
| 권한대행 | 김선조(金善照) | 2010년 12월 9일~2011년 4월 27일  |
| 6대      | 김종훈(金鍾勳) | 2011년 4월 28일~2014년 6월 30일  |
| 7대      | 권명호(權明浩) | 2014년 7월 1일~2018년 6월 30일   |
| 8대      | 정천석(鄭千錫) | 2018년 7월 1일~2022년 6월 30일   |
| 9대      | 김종훈(金鍾勳) | 2022년 7월 1일~현재              |

## 같이 보기
- 울산 동구청장 선거

1. ↑  국가보안법 위반으로 구속
2. ↑  직무유기죄 혐의로 2005년 11월 24일부터 직무정지, 2006년 5월 24일 사퇴
3. ↑  대한민국 공직선거법 위반으로 당선 무효형을 선고받아 구청장직을 상실하였다.